# Baduaire (général)
Pour les articles homonymes, voir Baduaire.
Baduaire (en latin Baduarius) est un général byzantin, actif au début du règne de Justinien (527-565) en Scythie.

## Biographie
Baduaire est mentionné dans les écrits de Jean Malalas, Jean de Nikiou, Théophane le Confesseur et Georges Cédrène. Selon Patrick Amory, son nom est d'origine germanique. Il est enregistré en grec comme stratelates  de Scythie mineure, d’où probablement un magister militum.
En 528, Baduaire et Godilas mènent une expédition militaire à Odessus (l’actuelle Varna en Bulgarie) contre les Huns de  Crimée qui, sous la conduite du chef Mougel, auraient capturé des domaines byzantins sur la côte de la mer Noire.
Toujours en 528, Baduaire est mentionné comme Dux Scythiae. Lui et le général Justin, Dux de Mésie, unissent leurs forces dans la bataille contre une force d'envahisseurs étrangers. Malalas rapporte que «les Huns», que Théophane identifie comme Bulgares, envahirent la Scythie et la Mésie. La bataille finit mal pour les Byzantins, voyant la mort du général Justin. Les envahisseurs font alors leur entrée en Thrace. Justin fut ensuite remplacé par le général Constantiolus.

## Sources
- (en) Cet article est partiellement ou en totalité issu de l’article de Wikipédia en anglais intitulé « Baduarius (Scythia) » (voir la liste des auteurs).